# Brownville (Nebraska)
Brownville – wieś w Stanach Zjednoczonych, w stanie Nebraska, w hrabstwie Nemaha.